# Silverstoneia nubicola
Silverstoneia nubicola es una especie de anfibio anuro de la familia Dendrobatidae.

## Distribución geográfica
Esta especie se encuentra en Costa Rica, Panamá y en el departamento de Chocó de Colombia entre los 200 y 1600 m sobre el nivel del mar.

## Descripción
Los machos miden de 15 a 20 mm y las hembras miden de 16 a 22 mm.

## Publicación original
- Dunn, 1924: Some Panamanian frogs. Occasional papers of the Museum of Zoology University of Michigan, vol. 151, p. 1-20[6]